# RFC Malmundaria 1904
RFC Malmundaria is een Belgische voetbalclub uit Malmedy. De club is aangesloten bij de KBVB met stamnummer 188 en heeft groen-wit als clubkleuren. De club speelde in zijn geschiedenis af en toe in de nationale reeksen.

## Geschiedenis
De club werd in 1904 opgericht in Malmedy als FC Malmundaria, wat toen nog bij het Duitse Rijk behoorde, Malmünd is de Duitse benaming voor Malmedy. Na de Eerste Wereldoorlog werd de stad bij België gevoegd, en zo sloot Malmundaria zich op 19 mei 1922 aan bij de Belgische Voetbalbond. Bij de invoering van de stamnummers in 1926 kreeg de club het nummer 188 toegekend.
Bij het 25-jarig bestaan in 1929 kreeg de club de koninklijke titel, en werd RFC Malmundaria. Datzelfde jaar klom de club voor het eerst op uit de regionale voetbalreeksen, en bereikte de nationale Bevordering, toen de Derde Klasse. Malmundaria kan zich handhaven op dit niveau, degradeerde in 1932 voor één seizoen even terug, maar keerde daarna opnieuw terug naar Bevordering. De club bleef er spelen tot vlak voor de Tweede Wereldoorlog. Tijdens de oorlog was de club inactief, en daarna zakte men weg in de provinciale reeksen.
In 1971 verscheen Malmundaria voor het eerst weer in de nationale reeksen. Na twee seizoenen Vierde Klasse degradeerde men echter opnieuw in 1973. In 1979 promoveerde Malmundaria opnieuw naar Vierde, en zou er zich ditmaal langer kunnen handhaven. In 1983 en 1988 eindigde de ploeg zelfs als tweede in zijn reeks. In 1989 eindigde men als op twee na laatste, en de club degradeerde terug naar Eerste Provinciale.
Na een aantal seizoenen in Eerste Provinciale promoveerde de club in 2005 naar de Vierde Klasse. Het eerste seizoen vocht Malmundaria tegen de degradatie maar in 2006/07 ging het beter en leek de club op weg te zijn naar een subtopplaats. In de tweede helft van het seizoen ging het echter wat minder en kon de club het behoud maar net verzekeren. In 2010 degradeerde de club terug naar de provinciale reeksen.

## Resultaten
| Seizoen                               | Klasse | Klasse | Klasse | Klasse | Klasse | Klasse | Klasse | Klasse | Klasse | Reeks                                                    | Punten                                                   | Opmerkingen |                                                          |                                                          |                                                          |                                                          |                                                          |                                                          |                                                          |                                                          |                                                          |                                                          |
|                                       | I      | I      | II     | III    | P.I    | P.II   | P.III  | P.IV   |        |                                                          |                                                          | |                                                          |                                                          |                                                          |                                                          |                                                          |                                                          |                                                          |                                                          |                                                          |                                                          |
| ------------------------------------- | ------ | ------ | ------ | ------ | ------ | ------ | ------ | ------ | ------ | -------------------------------------------------------- | -------------------------------------------------------- | --- | -------------------------------------------------------- | -------------------------------------------------------- | -------------------------------------------------------- | -------------------------------------------------------- | -------------------------------------------------------- | -------------------------------------------------------- | -------------------------------------------------------- | -------------------------------------------------------- | -------------------------------------------------------- | -------------------------------------------------------- |
| Provinciaal voetbal van 1922 tot 1929 |        |        |        |        |        |        |        |        |        |                                                          |                                                          | |                                                          |                                                          |                                                          |                                                          |                                                          |                                                          |                                                          |                                                          |                                                          |                                                          |
| 1929/30                               |        |        |        | 12     |        |        |        |        |        | Bevordering C                                            | 24                                                       | |                                                          |                                                          |                                                          |                                                          |                                                          |                                                          |                                                          |                                                          |                                                          |                                                          |
| 1930/31                               |        |        |        |        | ?      |        |        |        |        | Eerste prov. Luik                                        | ?                                                        | |                                                          |                                                          |                                                          |                                                          |                                                          |                                                          |                                                          |                                                          |                                                          |                                                          |
| 1931/32                               |        |        |        | 12     |        |        |        |        |        | Bevordering D                                            | 20                                                       | |                                                          |                                                          |                                                          |                                                          |                                                          |                                                          |                                                          |                                                          |                                                          |                                                          |
| 1932/33                               |        |        |        |        | ?      |        |        |        |        | Eerste prov. Luik                                        | ?                                                        | |                                                          |                                                          |                                                          |                                                          |                                                          |                                                          |                                                          |                                                          |                                                          |                                                          |
| 1933/34                               |        |        |        | 11     |        |        |        |        |        | Bevordering D                                            | 24                                                       | |                                                          |                                                          |                                                          |                                                          |                                                          |                                                          |                                                          |                                                          |                                                          |                                                          |
| 1934/35                               |        |        |        | 5      |        |        |        |        |        | Bevordering D                                            | 30                                                       | |                                                          |                                                          |                                                          |                                                          |                                                          |                                                          |                                                          |                                                          |                                                          |                                                          |
| 1935/36                               |        |        |        | 7      |        |        |        |        |        | Bevordering A                                            | 28                                                       | |                                                          |                                                          |                                                          |                                                          |                                                          |                                                          |                                                          |                                                          |                                                          |                                                          |
| 1936/37                               |        |        |        | 6      |        |        |        |        |        | Bevordering B                                            | 28                                                       | |                                                          |                                                          |                                                          |                                                          |                                                          |                                                          |                                                          |                                                          |                                                          |                                                          |
| 1937/38                               |        |        |        | 2      |        |        |        |        |        | Bevordering B                                            | 36                                                       | |                                                          |                                                          |                                                          |                                                          |                                                          |                                                          |                                                          |                                                          |                                                          |                                                          |
| 1938/39                               |        |        |        | 7      |        |        |        |        |        | Bevordering A                                            | 28                                                       | Door WO II maakte Malmedy deel uit van Nazi-Duitsland. Hierdoor nam de club tijdens de oorlog niet meer deel aan de Belgische competitie. |                                                          |                                                          |                                                          |                                                          |                                                          |                                                          |                                                          |                                                          |                                                          |                                                          |
| Provinciaal voetbal van 1945 tot 1971 |        |        |        |        |        |        |        |        |        |                                                          |                                                          | |                                                          |                                                          |                                                          |                                                          |                                                          |                                                          |                                                          |                                                          |                                                          |                                                          |
|                                       | I      | I      | II     | III    | IV     | P.I    | P.II   | P.III  | P.IV   | Vanaf 1952/53 zijn er 4 nationale niveaus                | Vanaf 1952/53 zijn er 4 nationale niveaus                | Vanaf 1952/53 zijn er 4 nationale niveaus                                                                                                 | Vanaf 1952/53 zijn er 4 nationale niveaus                | Vanaf 1952/53 zijn er 4 nationale niveaus                | Vanaf 1952/53 zijn er 4 nationale niveaus                | Vanaf 1952/53 zijn er 4 nationale niveaus                | Vanaf 1952/53 zijn er 4 nationale niveaus                | Vanaf 1952/53 zijn er 4 nationale niveaus                | Vanaf 1952/53 zijn er 4 nationale niveaus                | Vanaf 1952/53 zijn er 4 nationale niveaus                | Vanaf 1952/53 zijn er 4 nationale niveaus                | Vanaf 1952/53 zijn er 4 nationale niveaus                |
| 1971/72                               |        |        |        |        | 6      |        |        |        |        | Vierde klasse B                                          | 31                                                       | |                                                          |                                                          |                                                          |                                                          |                                                          |                                                          |                                                          |                                                          |                                                          |                                                          |
| 1972/73                               |        |        |        |        | 15     |        |        |        |        | Vierde klasse A                                          | 20                                                       | |                                                          |                                                          |                                                          |                                                          |                                                          |                                                          |                                                          |                                                          |                                                          |                                                          |
| 1973/74                               |        |        |        |        |        | ?      |        |        |        | Eerste Prov. Luik                                        | ?                                                        | |                                                          |                                                          |                                                          |                                                          |                                                          |                                                          |                                                          |                                                          |                                                          |                                                          |
| 1974/75                               |        |        |        |        |        | ?      |        |        |        | Eerste Prov. Luik                                        | ?                                                        | |                                                          |                                                          |                                                          |                                                          |                                                          |                                                          |                                                          |                                                          |                                                          |                                                          |
| 1975/76                               |        |        |        |        |        | ?      |        |        |        | Eerste Prov. Luik                                        | ?                                                        | |                                                          |                                                          |                                                          |                                                          |                                                          |                                                          |                                                          |                                                          |                                                          |                                                          |
| 1976/77                               |        |        |        |        |        | ?      |        |        |        | Eerste Prov. Luik                                        | ?                                                        | |                                                          |                                                          |                                                          |                                                          |                                                          |                                                          |                                                          |                                                          |                                                          |                                                          |
| 1977/78                               |        |        |        |        |        | ?      |        |        |        | Eerste Prov. Luik                                        | ?                                                        | |                                                          |                                                          |                                                          |                                                          |                                                          |                                                          |                                                          |                                                          |                                                          |                                                          |
| 1978/79                               |        |        |        |        |        | 1      |        |        |        | Eerste Prov. Luik                                        | ?                                                        | |                                                          |                                                          |                                                          |                                                          |                                                          |                                                          |                                                          |                                                          |                                                          |                                                          |
| 1979/80                               |        |        |        |        | 4      |        |        |        |        | Vierde klasse D                                          | 39                                                       | |                                                          |                                                          |                                                          |                                                          |                                                          |                                                          |                                                          |                                                          |                                                          |                                                          |
| 1980/81                               |        |        |        |        | 7      |        |        |        |        | Vierde klasse D                                          | 30                                                       | |                                                          |                                                          |                                                          |                                                          |                                                          |                                                          |                                                          |                                                          |                                                          |                                                          |
| 1981/82                               |        |        |        |        | 11     |        |        |        |        | Vierde klasse D                                          | 27                                                       | |                                                          |                                                          |                                                          |                                                          |                                                          |                                                          |                                                          |                                                          |                                                          |                                                          |
| 1982/83                               |        |        |        |        | 2      |        |        |        |        | Vierde klasse C                                          | 42                                                       | |                                                          |                                                          |                                                          |                                                          |                                                          |                                                          |                                                          |                                                          |                                                          |                                                          |
| 1983/84                               |        |        |        |        | 7      |        |        |        |        | Vierde klasse C                                          | 31                                                       | |                                                          |                                                          |                                                          |                                                          |                                                          |                                                          |                                                          |                                                          |                                                          |                                                          |
| 1984/85                               |        |        |        |        | 8      |        |        |        |        | Vierde klasse C                                          | 31                                                       | |                                                          |                                                          |                                                          |                                                          |                                                          |                                                          |                                                          |                                                          |                                                          |                                                          |
| 1985/86                               |        |        |        |        | 5      |        |        |        |        | Vierde klasse D                                          | 34                                                       | |                                                          |                                                          |                                                          |                                                          |                                                          |                                                          |                                                          |                                                          |                                                          |                                                          |
| 1986/87                               |        |        |        |        | 6      |        |        |        |        | Vierde klasse D                                          | 33                                                       | |                                                          |                                                          |                                                          |                                                          |                                                          |                                                          |                                                          |                                                          |                                                          |                                                          |
| 1987/88                               |        |        |        |        | 2      |        |        |        |        | Vierde klasse D                                          | 36                                                       | |                                                          |                                                          |                                                          |                                                          |                                                          |                                                          |                                                          |                                                          |                                                          |                                                          |
| 1988/89                               |        |        |        |        | 14     |        |        |        |        | Vierde klasse C                                          | 25                                                       | |                                                          |                                                          |                                                          |                                                          |                                                          |                                                          |                                                          |                                                          |                                                          |                                                          |
| Provinciaal voetbal van 1989 tot 2005 |        |        |        |        |        |        |        |        |        |                                                          |                                                          | |                                                          |                                                          |                                                          |                                                          |                                                          |                                                          |                                                          |                                                          |                                                          |                                                          |
| 2005/06                               |        |        |        |        | 12     |        |        |        |        | Vierde klasse D                                          | 32                                                       | |                                                          |                                                          |                                                          |                                                          |                                                          |                                                          |                                                          |                                                          |                                                          |                                                          |
| 2006/07                               |        |        |        |        | 12     |        |        |        |        | Vierde klasse D                                          | 37                                                       | |                                                          |                                                          |                                                          |                                                          |                                                          |                                                          |                                                          |                                                          |                                                          |                                                          |
| 2007/08                               |        |        |        |        | 8      |        |        |        |        | Vierde klasse D                                          | 44                                                       | |                                                          |                                                          |                                                          |                                                          |                                                          |                                                          |                                                          |                                                          |                                                          |                                                          |
| 2008/09                               |        |        |        |        | 12     |        |        |        |        | Vierde klasse D                                          | 36                                                       | |                                                          |                                                          |                                                          |                                                          |                                                          |                                                          |                                                          |                                                          |                                                          |                                                          |
| 2009/10                               |        |        |        |        | 16     |        |        |        |        | Vierde klasse C                                          | 26                                                       | |                                                          |                                                          |                                                          |                                                          |                                                          |                                                          |                                                          |                                                          |                                                          |                                                          |
| 2010/11                               |        |        |        |        |        | 10     |        |        |        | Eerste Prov. Luik                                        | 43                                                       | |                                                          |                                                          |                                                          |                                                          |                                                          |                                                          |                                                          |                                                          |                                                          |                                                          |
| 2011/12                               |        |        |        |        |        | 7      |        |        |        | Eerste Prov. Luik                                        | 44                                                       | |                                                          |                                                          |                                                          |                                                          |                                                          |                                                          |                                                          |                                                          |                                                          |                                                          |
| 2012/13                               |        |        |        |        |        | 13     |        |        |        | Eerste Prov. Luik                                        | 36                                                       | |                                                          |                                                          |                                                          |                                                          |                                                          |                                                          |                                                          |                                                          |                                                          |                                                          |
| 2013/14                               |        |        |        |        |        | 12     |        |        |        | Eerste Prov. Luik                                        | 29                                                       | |                                                          |                                                          |                                                          |                                                          |                                                          |                                                          |                                                          |                                                          |                                                          |                                                          |
| 2014/15                               |        |        |        |        |        | 13     |        |        |        | Eerste Prov. Luik                                        | 30                                                       | |                                                          |                                                          |                                                          |                                                          |                                                          |                                                          |                                                          |                                                          |                                                          |                                                          |
| 2015/16                               |        |        |        |        |        |        | 7      |        |        | Tweede Prov. Luik                                        | 44                                                       | |                                                          |                                                          |                                                          |                                                          |                                                          |                                                          |                                                          |                                                          |                                                          |                                                          |
|                                       | 1A     | 1B     | 1Am    | 2Am    | 3Am    | P.I    | P.II   | P.III  | P.IV   | Vanaf 2016/17 zijn er 3 nationale en 2 regionale niveaus | Vanaf 2016/17 zijn er 3 nationale en 2 regionale niveaus | Vanaf 2016/17 zijn er 3 nationale en 2 regionale niveaus                                                                                  | Vanaf 2016/17 zijn er 3 nationale en 2 regionale niveaus | Vanaf 2016/17 zijn er 3 nationale en 2 regionale niveaus | Vanaf 2016/17 zijn er 3 nationale en 2 regionale niveaus | Vanaf 2016/17 zijn er 3 nationale en 2 regionale niveaus | Vanaf 2016/17 zijn er 3 nationale en 2 regionale niveaus | Vanaf 2016/17 zijn er 3 nationale en 2 regionale niveaus | Vanaf 2016/17 zijn er 3 nationale en 2 regionale niveaus | Vanaf 2016/17 zijn er 3 nationale en 2 regionale niveaus | Vanaf 2016/17 zijn er 3 nationale en 2 regionale niveaus | Vanaf 2016/17 zijn er 3 nationale en 2 regionale niveaus |
| 2016/17                               |        |        |        |        |        |        | 3      |        |        | Tweede Prov. Luik                                        | 59                                                       | |                                                          |                                                          |                                                          |                                                          |                                                          |                                                          |                                                          |                                                          |                                                          |                                                          |
| 2017/18                               |        |        |        |        |        |        | 2      |        |        | Tweede Prov. Luik                                        | 66                                                       | |                                                          |                                                          |                                                          |                                                          |                                                          |                                                          |                                                          |                                                          |                                                          |                                                          |
| 2018/19                               |        |        |        |        |        |        | 1      |        |        | Tweede Prov. Luik                                        | 66                                                       | |                                                          |                                                          |                                                          |                                                          |                                                          |                                                          |                                                          |                                                          |                                                          |                                                          |
| 2019/20                               |        |        |        |        |        | 11     |        |        |        | Eerste Prov. Luik                                        | 25                                                       | Competitie stopgezet na speeldag 23 door COVID-19.                                                                                        |                                                          |                                                          |                                                          |                                                          |                                                          |                                                          |                                                          |                                                          |                                                          |                                                          |
| 2020/21                               |        |        |        |        |        | -      |        |        |        | Eerste Prov. Luik                                        | -                                                        | Geen competitie door COVID-19. |                                                          |                                                          |                                                          |                                                          |                                                          |                                                          |                                                          |                                                          |                                                          |                                                          |
| 2021/22                               |        |        |        |        |        | 9      |        |        |        | Eerste Prov. Luik                                        | 42                                                       | |                                                          |                                                          |                                                          |                                                          |                                                          |                                                          |                                                          |                                                          |                                                          |                                                          |
| 2022/23                               |        |        |        |        |        | 3      |        |        |        | Eerste Prov. Luik                                        | 52                                                       | |                                                          |                                                          |                                                          |                                                          |                                                          |                                                          |                                                          |                                                          |                                                          |                                                          |
| 2023/24                               |        |        |        |        |        | 9      |        |        |        | Eerste Prov. Luik                                        | 42                                                       | |                                                          |                                                          |                                                          |                                                          |                                                          |                                                          |                                                          |                                                          |                                                          |                                                          |
| 2024/25                               |        |        |        |        |        | 9      |        |        |        | Eerste Prov. Luik                                        | 37                                                       | |                                                          |                                                          |                                                          |                                                          |                                                          |                                                          |                                                          |                                                          |                                                          |                                                          |
| 2025/26                               |        |        |        |        |        |        |        |        |        | Eerste Prov. Luik                                        |                                                          | |                                                          |                                                          |                                                          |                                                          |                                                          |                                                          |                                                          |                                                          |                                                          |                                                          |

## Varia
De club noemt zichzelf de eerste profclub van België.